# ストロウソン
ストロウソン（Stroxton、[ˈstroʊsən]）は、イングランドのリンカンシャーに位置するサウス・ケスタバン地区にある村（ヴィレッジ）。グランサムの中心部から南へ3マイル (4.8 km)ほど、グレート・ポントンや幹線道路A1から北西に1マイル (1.6 km)の場所がある。
かつてストロウソンは、独立した行政パリッシュであったが、1931年にこのパリッシュは近傍のリトル・ポントンと合併して、リトル・ポントン・アンド・ストロウソンのパリッシュが新設された。

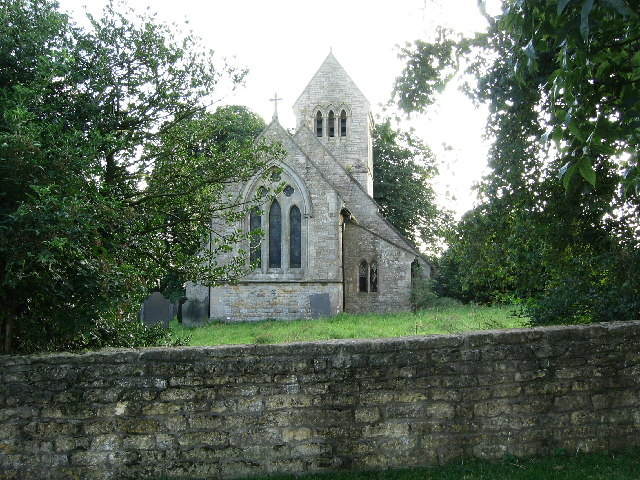
諸聖人 (All Saints) 教会。

村は15世帯から成っている。小教区の教会は、諸聖人に捧げられている。